# Emma Bartoniek
Emma Bartoniek (28 de novembro de 1894 – 31 de maio de 1957) foi uma historiadora húngara e bibliógrafa especialista em história medieval, principalmente sobre o reino de Arpades (c. 895 – c. 907).   

## Primeiros anos de vida e educação
Emma Bartoniek nasceu em Budapeste e era filha do médico e educador Géza Bartoniek e de  Ilona Szumrák. Seu irmão Emil Bartoniek se tornou médico e instrutor. Ele morreu lutando na Primeira Guerra Mundial.
Emma Bartoniek obteve uma graduação de Mestre de Artes pela Universidade de Budapeste em 1917.

## Carreira
Entre 1916 e 1934 Emma Bartoniek foi uma aprendiz e bibliotecária na Biblioteca Nacional da Hungria, enquanto que ao mesmo tempo era uma pesquisadora convidada no Instituto Histórico Húngaro em Viena entre 1925 e 1926. 
Após seu período de aprendiz, ela foi a coordenadora dos manuscritos da biblioteca a partir de 1934. Ela foi dispensada do trabalho em 1945. Bartoniek participou do comitê membro da Sociedade Histórica Húngara em 1933 e da Associação Heráldica e Genealógica Húngara de 1935.  
Ela trabalhou com a história das linhagens reais entre 895 d.C. e 907 d.C., examinando os problemas dos século XI e XIII na sucessão da realeza húngara. Suas contribuições sobre as primeiras leis e lendas durante o reino de Arpades são significativamente úteis. Bartoniek publicou o catálogo em latim da Biblioteca Nacional da Hungria. Seu trabalho sobre a historiografia continuam na forma de manuscritos.

## Trabalhos principais
- Codices manuscripti latini. Vol. 1. Codices latini medii aevi. Bp., 1940.
- Fejezetek a XVI–XVII. századi magyarországi történetírás történetéből. Bp., 1975.
- A koronázási eskü fejlődése 1526-ig. Századok, 1917.
- A magyar királyválasztáshoz. Századok, 1923.
- Az Árpádok trónöröklési joga. Századok, 1926. (1934.)
- A magyar királykoronázások története. Bp., 1939.

## Literatura
- Csapodi Csaba: Bartoniek Emma. Magyar Könyvszemle, 1957.
- Mezey László: Bartoniek Emma. Századok, 1958.
- Szilágyi Ágnes Judit: Érdekes személyiségek, emlékezetes viták a magyar történetírásban, 27 történészportré, Budapest, Palatinus, 2007. 95-100. p.